# Hyphessobrycon pulchripinnis
Hyphessobrycon pulchripinnis és una espècie de peix de la família dels caràcids i de l'ordre dels caraciformes.

## Morfologia
- Els mascles poden assolir 3,8 cm de llargària total i les femelles 3,6.
- El seu pes màxim és 1,4 g.[1][2]

## Alimentació
Menja cucs, crustacis i matèria vegetal.

## Hàbitat
Viu a àrees de clima tropical entre 23 °C - 28 °C de temperatura.

## Distribució geogràfica
Es troba a Sud-amèrica: conca del riu Tapajós.